# Список памятников Мурманска
| Фото                                                                                             | Год установки  | Название | Авторы                                                                                       | Местоположение               |
| ------------------------------------------------------------------------------------------------ | -------------- | --- | -------------------------------------------------------------------------------------------- | ---------------------------- |
|                                                                                                  | 1910-е         | Стела-обелиск (демонтирована 8 октября 2018) |                                                                                              | Улица Капитана Буркова       |
| [ 4 ] [ 5 ]                                                                                      | 1927           | Жертвам интервенции | Инженер А. Савченко                                                                          | Сквер на улице Ленинградской |
|                                                                                                  | 7 ноября 1932  | Памятник В. И. Ленину |                                                                                              | Портовый проезд              |
|                                                                                                  | 1 мая 1936     | Бюст С. М. Кирова |                                                                                              | Траловая улица               |
|                                                                                                  | ноябрь 1936    | Бюст С. М. Кирова |                                                                                              | Проспект Ленина              |
|                                                                                                  | август 1937    | Скульптуры «Физкультурник с мячом», «Физкультурница с мячом» и «Играющие дети» — разрушены в годы войны                                                                                   | скульптор — А. Степанян, скульпторы Кравц и Кудряшев                                         | Пушкинская улица             |
|                                                                                                  | 1938           | Памятник И. В. Сталину |                                                                                              | Улица Шмидта                 |
|                                                                                                  | 1939           | Памятник И. В. Сталину |                                                                                              | Пушкинская улица             |
|                                                                                                  | 1939           | Памятник И. В. Сталину |                                                                                              | Пушкинская улица             |
|                                                                                                  | 1930-е         | Бюст В. И. Ленина |                                                                                              | Траловая улица               |
|                                                                                                  | 1930-е         | Памятник В. И. Ленину | С. Д. Меркуров                                                                               | Улица Шмидта                 |
|                                                                                                  | 1930-е         | Памятник В. И. Ленину |                                                                                              | Улица Шмидта                 |
|                                                                                                  | ?              | Бюст И. В. Сталина |                                                                                              | Траловая улица               |
|                                                                                                  | ?              | Бюст И. В. Сталина |                                                                                              | На автобазе торгового порта. |
|                                                                                                  | ?              | Бюст И. В. Сталина |                                                                                              | У гарнизонного дома офицеров |
|                                                                                                  | 1940           | Скульптура «Пионер-авиамоделист» |                                                                                              | У школы № 18                 |
| Памятник С. М. Кирову                                                                            | 1940           | Памятник С. М. Кирову | Скульптор З. Виленский                                                                       | Пушкинская улица             |
| Фото (недоступная ссылка)                                                                        | 1945           | В память закладки в 1915 году мурманского торгового порта |                                                                                              | Портовый проезд              |
| Советским воинам, погибшим в боях за Родину в годы Великой Отечественной войны                   | 1947           | Советским воинам, погибшим в боях за Родину в годы Великой Отечественной войны («Матрос»)                                                                                                 |                                                                                              | Верхне-Ростинское шоссе      |
|                                                                                                  | 1949           | Памятник морякам-североморцам (торпедный катер ТК-12) - в 1983 году перенесен в Североморск                                                                                               |                                                                                              | Роста                        |
| Памятник В. И. Ленину                                                                            | 1957           | Памятник В. И. Ленину | Скульпторы Н. Томский и Л. Сизиков                                                           | Проспект Ленина              |
| Памятник А. Ф. Бредову                                                                           | 1958           | Памятник А. Ф. Бредову | Архитектор А. Антонов, скульпторы А. Долиненко, В. Татарович, Г. Ястребинецкий               | Проспект Ленина              |
| Воинам 6-й героической комсомольской батареи                                                     | 1959           | Воинам 6-й героической комсомольской батареи | Архитектор Д. Водолажский                                                                    | Проспект Ленина              |
| Памятный знак ледоколу «Ермак»                                                                   | 1965           | Памятный знак ледоколу «Ермак» | Мозаист А. С. Николаев, художник И. Д. Дьяченко, архитектор Н. П. Быстряков                  | Проспект Ленина              |
| Фото                                                                                             | 1966           | В честь рабочих мурманской судоверфи, погибших в боях за Родину в годы Великой Отечественной войны                                                                                        | Скульптор И. Родионов                                                                        | Траловая улица               |
| Портовикам, погибшим в годы Великой Отечественной войны                                          | 1967           | Портовикам, погибшим в годы Великой Отечественной войны | Скульптор Г. А. Глухих, архитектор А. Антонов                                                | Сквер у морского вокзала     |
| Героям североморцам погибшим в годы Великой Отечественной войны                                  | 1974           | Героям североморцам погибшим в годы Великой Отечественной войны | Архитектор Ф. С. Таксис                                                                      | Проспект Героев-Североморцев |
| Защитникам Советского Заполярья в годы Великой Отечественной войны                               | 1974           | Защитникам Советского Заполярья в годы Великой Отечественной войны | Скульптор Б. Бродский, архитектор И. Покровский                                              | Зёлёный Мыс                  |
| В честь строителей, погибших в 1941—1945 годах                                                   | 1974           | В честь строителей, погибших в 1941—1945 годах | Архитектор Ф. С. Таксис, скульптор Г. А. Глухих                                              | Улица Профсоюзов             |
| В честь 75-летия научно-промысловых исследований Баренцева моря                                  | 1974           | В честь 75-летия научно-промысловых исследований Баренцева моря |                                                                                              | Улица Книповича              |
| Памятник В. Ф. Полухину                                                                          | 1974           | Памятник В. Ф. Полухину | Архитектор Ф. С. Таксис, скульптор Г. А. Глухих                                              | Улица Фролова                |
| В честь воинов Полярной дивизии                                                                  | 1974           | В честь воинов Полярной дивизии | Архитектор Ф. С. Таксис, скульптор Г. А. Глухих                                              | Проспект Ленина              |
| Мемориальная композиция покорителям Арктики                                                      | 1975           | Мемориальная композиция покорителям Арктики | Архитектор И. Неруш, скульптор Б. Бродский, художник А. Свищев                               | Улица Челюскинцев            |
| В честь боевого содружества стран антигитлеровской коалиции в годы Великой Отечественной войны   | 1975           | В честь боевого содружества стран антигитлеровской коалиции в годы Великой Отечественной войны                                                                                            | Архитекторы А. Ганин, В. Андреев                                                             | Улица Челюскинцев            |
| Рыбакам и кораблям тралового флота, погибшим в годы Великой Отечественной войны                  | 1975           | Рыбакам и кораблям тралового флота, погибшим в годы Великой Отечественной войны | Скульптор Р. Бальжак                                                                         | Улица Шмидта                 |
| Стела при въезде                                                                                 | 1978           | Стела на въезде в город Мурманск | В. А. Герасимов                                                                              | Кольский проспект            |
| Памятный знак в честь городов-побратимов Мурманска                                               | 1979           | В честь городов-побратимов Мурманска | Архитектор В. А. Дегтярев                                                                    | Проспект Ленина              |
| Памятник воинам 12-й Краснознамённой Печенгской бригады                                          | 1980           | Воинам 12-й Краснознаменной Печенгской бригады морской пехоты КСФ |                                                                                              | Кольский проспект            |
| Воинам I корпуса противовоздушной обороны                                                        | 1984           | Воинам I корпуса противовоздушной обороны | Архитектор М. Ощепков                                                                        | Абрам-Мыс                    |
|                                                                                                  | 1985           | Мемориал в ознаменование 40-летия Победы | Скульптор А. В. Задвинский, архитектор Е. Г. Сорокин, художники В. В. Ларуков и В. А. Зоткин | Росляково                    |
| Памятник Кириллу и Мефодию                                                                       | 1990           | Памятник Кириллу и Мефодию |                                                                                              | Улица Софьи Перовской        |
| Участникам Арктической компании во Второй мировой войне                                          | 1991           | Участникам Арктической компании во Второй мировой войне |                                                                                              | Сквер на улице Ленинградской |
| Памятник Воинам-интернационалистам                                                               | 1995           | Памятник Воинам-интернационалистам |                                                                                              | Кольский проспект            |
| Памятный знак И. А. Бородулину                                                                   | 1997           | Памятный знак И. А. Бородулину |                                                                                              | Улица Папанина               |
| Первостроителям судоремонтного завода Севморпуть и посёлка Роста                                 | 1998           | Первостроителям судоремонтного завода Севморпуть и посёлка Роста |                                                                                              | Роста                        |
| Сотрудникам мурманской милиции, погибшим на фронтах Великой Отечественной войны и в мирное время | 2000           | Сотрудникам мурманской милиции, погибшим на фронтах Великой Отечественной войны и в мирное время                                                                                          |                                                                                              | Проспект Ленина              |
| Мурманчанам, погибшим при исполнении воинского долга                                             | 2001           | Мурманчанам, погибшим при исполнении воинского долга |                                                                                              | Проспект Ленина              |
| Лётчикам морской авиации                                                                         | 2001           | Лётчикам морской авиации |                                                                                              | Улица Сафонова               |
| Морякам, погибшим в мирное время                                                                 | 2002           | Морякам, погибшим в мирное время | Архитекторы Н. Киреева и Н. Богданова                                                        | Улица Челюскинцев            |
| Памятник И. Д. Папанину                                                                          | 2003           | Памятник И. Д. Папанину |                                                                                              | Улица Папанина               |
| Автомобилистам первых пятилеток и суровых лет Великой Отечественной войны                        | 2005           | Автомобилистам первых пятилеток и суровых лет Великой Отечественной войны (демонтирован в 2015 году)                                                                                      |                                                                                              | Терский переулок             |
| Солдатам правопорядка, погибшим при исполнении служебного долга                                  | 2005           | Солдатам правопорядка, погибшим при исполнении служебного долга |                                                                                              | Проспект Ленина              |
| Литературная аллея                                                                               | 2006—2018      | Аллея писателей (бюсты Н. М. Рубцову, В. А. Смирнову, В. С. Пикулю, В. С. Маслову, А. В. Подстаницкому, Н. А. Скромному)                                                                  | А. Арсентьев                                                                                 | Улица Капитана Буркова       |
| Труженикам военного Мурманска                                                                    | 2008           | Труженикам военного Мурманска |                                                                                              | Зёлёный Мыс                  |
|                                                                                                  | 2008           | Пожарным военного Мурманска |                                                                                              | Верхне-Ростинское шоссе      |
| Морякам-подводникам, погибшим в мирное время                                                     | 2009           | Морякам-подводникам, погибшим в мирное время |                                                                                              | Улица Челюскинцев            |
|                                                                                                  | 2009           | Пожарным, выполняющим свой профессиональный долг в мирное время |                                                                                              | Улица Шабалина               |
| Жертвам политических репрессий                                                                   | 2010           | Жертвам политических репрессий |                                                                                              | Сквер на улице Ленинградской |
| Памятник Ждущей                                                                                  | 2012           | Памятник ждущей |                                                                                              | Улица Саши Ковалёва          |
| Пограничникам Арктики                                                                            | 2013           | Пограничникам Арктики | И. Мельников                                                                                 | Проспект Ленина              |
|                                                                                                  | 2013           | Памятник В. С. Пикулю | А. Арсентьев                                                                                 | Улица Буркова                |
|                                                                                                  | 2013           | Памятник коту Семёну | Надежда Винюкова                                                                             | Проспект Героев-Североморцев |
| Чугунная задвижка памятник Мурманск                                                              | 2014           | Задвижка чугунная ДУ 400 |                                                                                              | Улица Шмидта                 |
| Хачкар — памятник жертвам геноцида армян                                                         | 2015           | Хачкар — памятник жертвам геноцида армян |                                                                                              | Проспект Героев-Североморцев |
|                                                                                                  | 2015           | Памятник сотрудникам ГИБДД |                                                                                              | Улица Карла Либкнехта        |
|                                                                                                  | 2015           | Памятник треске |                                                                                              | Площадь Пять Углов           |
|                                                                                                  | 2015           | Бюст Т. А. Апакидзе | А. Арсентьев                                                                                 | Улица Сафонова               |
|                                                                                                  | 2016           | Паровоз Л-4386 |                                                                                              | Портовый проезд              |
|                                                                                                  | 2016           | Стела «Мурманск — город-герой» |                                                                                              | Проспект Ленина              |
|                                                                                                  | 2016           | Памятник морскому волку | автор проекта — Алексей Гулянин                                                              | Улица Шмидта                 |
|                                                                                                  | 2017           | Памятник мужеству и стойкости жителей Мурманска |                                                                                              | Проспект Героев-Североморцев |
|                                                                                                  | 2017           | Лестница адмиралов (памятник адмиралу П. С. Нахимову, бюсты адмиралов Г. А. Спиридова, Ф. Ф. Ушакова, С. К. Грейга, ???, С. О. Макарова, М. П. Лазарева, С. Г. Горшкова, Н. Г. Кузнецова) |                                                                                              | Улица Шевченко               |
|                                                                                                  | 2018           | Памятник Зое Космодемьянской | А. Арсентьев                                                                                 | Кольский проспект            |
|                                                                                                  | 2018           | Памятник Николаю Чудотворцу | Ф. Ф. Конюхов                                                                                | Улица Воровского             |
|                                                                                                  | 2018           | Памятник Александру Шабалину |                                                                                              | Улица Шабалина               |
| Памятник рыбакам                                                                                 | ? (1932—1970)  | Памятник рыбакам |                                                                                              | Улица Шмидта                 |
| Стела у входа в парк                                                                             | ? (2003—2005)  | Об увековечении памяти первого мэра города-героя Мурманска |                                                                                              | Проспект Героев-Североморцев |
|                                                                                                  | ?              | Бюст А. Ф. Бредова |                                                                                              | Траловая улица               |
|                                                                                                  | ?              | Стела А. Ф. Бредову |                                                                                              | Траловая улица               |
|                                                                                                  | ?              | Памятник В. И. Ленину | С. Д. Меркуров                                                                               | Портовый проезд              |
|                                                                                                  | ?              | Памятник В. И. Ленину |                                                                                              | Улица Карла Либкнехта        |
|                                                                                                  | ?              | Памятник работникам судоремонтного завода, погибших в годы Великой Отечественной войны |                                                                                              | Улица Адмирала Лобова        |
|                                                                                                  | ?              | Стела на северном въезде в город |                                                                                              | Североморское шоссе          |
|                                                                                                  | ?              | Стела на южном въезде в город (Две рыбы) (демонтирован в 2010-х годах) |                                                                                              | Североморское шоссе          |
|                                                                                                  | ? (после 1957) | Памятник покорителям космоса |                                                                                              | Привокзальная площадь        |
|                                                                                                  | ?              | Памятник В. И. Ленину — демонтирован в 1973 году |                                                                                              | Роста                        |
|                                                                                                  | ?              | Памятник В. И. Ленину — демонтирован 11 ноября 1985 года и перевезен в Кильдинстрой |                                                                                              | Улица Карла Либктехта        |
|                                                                                                  | ?              | Памятник В. И. Ленину — демонтирован в конце 1980-х |                                                                                              | Улица Павлова                |
|                                                                                                  | ?              | Бюст В. И. Ленина — демонтирован в 1990-х |                                                                                              | Привокзальная площадь        |
|                                                                                                  | ?              | Бюст В. И. Ленина |                                                                                              | Проспект Ленина              |
|                                                                                                  | ?              | Стела «Серп и молот» |                                                                                              | Проспект Ленина              |
|                                                                                                  | ? (до 1959)    | Скульптуры в сквере на Ленинградской улице (мать с ребёнком, группа рыбаков, пионер) |                                                                                              | Ленинградская улица          |
|                                                                                                  | 1960-е         | Скульптуры физкультурников — лыжницы и гребца — демонтированы в середине 1980-х |                                                                                              | Улица Коминтерна             |
|                                                                                                  |                | Скульптура «Белые медведи» |                                                                                              | Улица Коминтерна             |
|                                                                                                  |                | Скульптуры «Олени» и «Медведи» |                                                                                              | Улица Шмидта                 |

## Мемориальные доски
- Мемориальная доска погибшим железнодорожникам
- Мемориальная доска А. В. Подстаницкому
- Мемориальная доска В. Я. Орликовой
- Мемориальная доска В. П. Миронову